# 지상의 밤
《지상의 밤》(영어: Night on Earth)은 1991년 개봉한 미국의 옴니버스 형식의 코미디 영화이다. 짐 자무시가 감독과 각본을 맡았다. 로스앤젤레스, 뉴욕, 파리, 로마, 헬싱키를 배경으로 한다. 영화 제목은 이 영화의 음악감독이기도 한 톰 웨이츠의 동명 앨범명에서 따왔다.

## 출연

### 주연
- 위노나 라이더
- 제나 로우랜즈
- 로베르토 베니니

### 조연
- 아민 뮬러 스탈
- 리잔느 폴크
- 앨런 랜돌프 스콧
- 안소니 포틸로
- 지안카를로 에스포지토
- 로지 페레즈
- 리처드 보스

## 기타
- 공동제작: 드미트라 J. 맥브라이드
- 라인프로듀서: 루드 시몬스
- 의상: 클레르 프레세
- 의상: 알렉산드라 웰커